# Palio (pel·lícula)
Palio és una pel·lícula italiana dirigida per Alessandro Blasetti el 1932 ambientada durant el Palio de Siena. A més d'alguns plans destacats del camp sienès i de la vida dels butteri, la pel·lícula destaca pel seu debut com a protagonista de l'actor Guido Celano, en la part del genet Zarre, juntament amb l'actriu Leda Gloria, també en la seva primera part important (la contradaiola Fiora).
A la banda sonora de la pel·lícula hi ha la cançó Oh!... fa la donna, escrita per Herbert Jonas i Ennio Neri, i interpretada per Anacleto Rossi amb Los Hidalgos.

## Argument
El genet de la Lupa Zarre està enamorat d'una contradaiola, Fiora. Gelós després de veure-la cortejada pel Capitano de la Civetta, marxa a un cafè-concert. Aquí s'enamora de la cantant, Liliana, que després d'haver fet un acord amb el genet della Civetta, "Bachicche", acostuma a fer-li un parany a Zarre; visitant-la el vespre abans del Palio, després d'haver trencat la relació amb la Fiora, és víctima d'una emboscada i els cops rebuts sembla que li impedeixen poder participar en la cursa. Però l'endemà al vespre, escoltant el so de Sunto, la campana de la Torre del Mangia, Zarre corre cap a la Piazza del Campo i, tot i que malferit, corre cap a la Lupa guanyant el Palio. A l'alegria de la victòria se sumarà la d'haver tornat a trobar la Fiora.

## Repartiment
- Leda Gloria - Fiora
- Laura Nucci - Liliana
- Guido Celano - Zarre
- Mario Ferrari - Bachicche
- Mario Brizzolari - Dott. Turamini
- Olga Capri - La Cicciona
- Ugo Ceseri - Rancanino
- Vasco Creti - Brandano
- Mara Dussia - Vittoria de' Fortarrighi
- Anita Farra - Beatrice
- Umberto Sacripante - Saragiolo
- Gino Viotti - Gano